# Коледно парти
„Коледно парти“ (на английски: Office Christmas Party) е американски коледен комедиен филм от 2016 г. на режисьора Уил Спек и Джош Гордън, по сценарий на Джъстин Мален, Лора Солон и Дан Мейзър, по сюжета на Джон Лукас, Скот Мур и Тимъти Даулинг. Във филма участват Джейсън Бейтман, Оливия Мън, Ти Джей Милър, Джилиан Бел, Ванеса Байер, Кортни Б. Ванс, Роб Кордри, Кейт Маккинън и Дженифър Анистън. Филмът е пуснат на 9 декември 2016 г. от „Парамаунт Пикчърс“ и печели 114 млн. щ.д. в световен мащаб.

## В България
В България филмът е пуснат по кината на същата дата от „Лента“.